# Villers-Pol

Villers-Pol este o comună în departamentul Nord, Franța. În 1 ianuarie 2022 avea o populație de 1.230 de locuitori.